# 贾森·威廉姆斯
傑森·錢德勒·威廉斯（英語：Jason Chandler Williams，1975年11月18日—），生於美國西維吉尼亞州貝爾，前職業籃球運動員，主要位置為控球後衛。
1998年，在NBA選秀首轮第七位被沙加緬度國王选中，進入NBA。曾效力于孟菲斯灰熊、迈阿密热火、奧蘭多魔術等。由於威廉斯控球能力出众，刚进联盟时他花俏的街球打法深受球迷喜爱，因此被賦予綽號白巧克力（White Chocolate）。威廉斯最出名的傳球莫過於在2000年新人對抗賽中，隨意傳出的手肘傳球(Elbow Pass)，這使他一戰成名。2011年，威廉斯從NBA退休。

## 大学生活
1995年，贾森·威廉姆斯在优异的高校生涯后进入了马歇尔大学，在那里他由教练Billy Donovan 掌教。他于Marshall 马歇尔大学(1995-96) 的新人年便有13.4场均得分（ppg）和 6.4助攻（apg）。Billy Donovan 于1996年的夏天接管佛罗里达大学球队主教练之位，威廉姆斯跟随他来到甘尼斯维尔(Gainesville)。在佛罗里达，威廉姆斯当上控球后卫的位置领导 The Gators。他交出平均每场赛事17.1分和6.7个助攻，展示出闪耀的才能。在Rupp Arena，他几乎独力地凭准确的三分投射击败被看好是NCAA冠军的肯塔基大学(野猫队 Kentucky Wildcats)。该季后期， 威廉姆斯因违反校规被暂停球队活动。

## NBA生涯
被佛罗里达大学暂停活动期间，贾森·威廉姆斯决定取得NBA选秀资格。1998年，他以第七选秀顺位被萨克拉门托国王队选中。
得到新人贾森·威廉姆斯加入的国王队，加上克里斯·韦伯，弗拉德·迪瓦茨和佩贾·斯托贾科维奇，成功迈向季后赛 。几乎每个晚上， 威廉姆斯的知名度随著球队不断胜利和精彩的進球不断出现而上升。他的55号球衣一时间成为最高销量的NBA球衣。
2001年，萨克拉门托国王队把他连同尼克·安德森交易到孟斐斯灰熊队，而国王队在这交易中得到麦克·毕比及布伦特·普莱斯。在灰熊的第一个球季，威廉姆斯未能凝聚球队，而主教练Sidney Lowe，亦不能令他们有明显的改进。 2002年， 总经理杰里·韦斯特招得胡比·布朗掌教球队。 他亦即时令球队产生正面影响。于胡比·布朗掌教的首季，灰熊队即得到28胜的改善。
在2003-04年，孟菲斯灰熊队令外界大跌眼镜。在贾森·威廉姆斯、保罗·加索尔、教练赫彼·布朗和总经理篮球名宿杰里·韦斯特的带领下球队得到50胜，令灰熊队以第六种子首次打进季后赛。
2005年8月2日，他与队友詹姆斯·波西于联盟历史上最大的交易中被送到迈阿密热火队与得分后卫埃迪·琼斯交换。
贾森·威廉姆斯担任热火队的控球后卫，并于2006年6月击败达拉斯小牛队取得他的首个NBA冠军。在决赛间，他平均得到 12分和 5个助攻，并于决定性的第六场赛事交出全场赛事最高的7个助攻。
2008年夏，與洛杉磯快船隊簽約。但不到二個月，隨即宣布退休。並未幫快艇隊打過任何一場球賽。
2009年2月，威廉斯宣布他將嘗試重返聯盟。2009年8月19日，与奥兰多魔术签约。此舉讓威廉斯與他在邁阿密熱火的前任教練斯坦·范甘迪（Stan Van Gundy）再度重聚。
2010年9月29日，威廉斯進行了膝關節鏡手術，儘管他表明希望能夠在10月28日為球隊出賽。但由於恢復狀況不明朗而缺陣。於是奧蘭多魔術管理層決定收購克里斯·杜洪和吉爾伯特·阿里納斯。2011年1月26日，威廉斯被奧蘭多魔術放棄。
2011年2月7日，威廉斯與孟菲斯灰熊簽署了一份為期兩年的合約，威廉斯重新回到了灰熊隊。本賽季威廉斯的上場時間得到充分保證，且合約第二年有球員選項。（迈克·康利已於2016年12月17日超越威廉斯的隊史助攻紀錄）。

## 球风

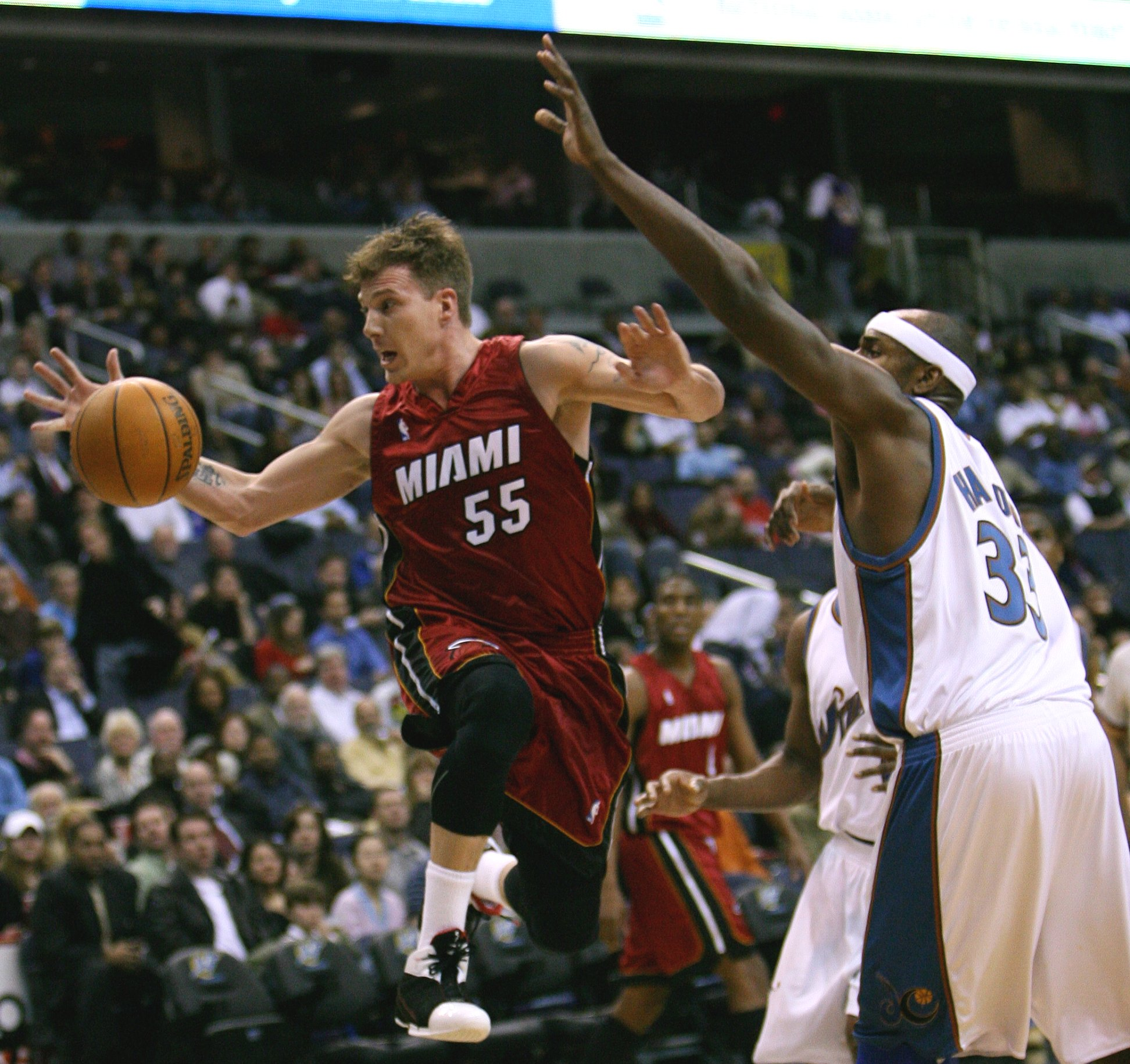
威廉斯在邁阿密熱火

威廉斯是一个优秀的传球者(职业生涯平均每场6.6个助攻)。但是威廉斯于NBA生涯的早期，他冒险的运球和大胆的后手传球令他经常出现失误：在他的第二和第四个球季，場均失誤數皆居高不下。威廉斯冒险的打法导致自己在关键時刻常坐冷板凳，例如于2000季后赛，威廉姆斯在对洛杉矶湖人队的五场赛事中，于第四节的大部份时间都被换下。
在于孟菲斯灰熊队和迈阿密热火队時，他已在相当大程度上改善了他无节制的打法。他場均失誤數大幅減少，威廉斯曾决心达到NBA的最高的助攻失误比(assists per turnover ratios)的紀錄。尽管这样，他华而不实的名声仍然在某程度上伴随著他。

### 暱稱
威廉姆斯常被叫作白巧克力(White Chocolate)这是因为他带有城市口音，但最主要的原因是他常被联想到美国黑人的街头篮球，但他却是白人血統。他亦被叫作"J-Will" 和 "J-Dub"。身上有多个纹身，当中以手指节上刻有"WHITE BOY"字样的纹身最为特别。

## Big 3聯盟
2017年2月1日，傑森·威廉斯對外宣佈將與前隊友拉沙德·劉易斯（Rashard Lewis）一起參加Big 3聯盟的比賽。在首次亮相時，他傷了膝蓋，結果錯過了Big 3賽季的剩餘比賽。

## 纪录
- 1999年2月5日，首次的NBA比赛，对圣安东尼奥马刺队，得到本队最高分21分，4个篮板，3次助攻，5 个抄截
- 入选1998-99赛季NBA“最佳新秀阵容”，平均每场助攻6.0，列国王队第1，NBA第17位；投中100个三分球，列新秀第1位；平均每场抄截1.90，列新秀第1位；助攻列新秀第2 位；得分12.8，列新秀第4位；得到5个两双成绩，列新秀第5位；三分球命中率0.310，列新秀第8位；罚球命中率0.752，列新秀第9位
- 参加2000年全明星周末“新秀大赛”
- 2006年，得到首个NBA总冠军。

## 名人琐事
- 威廉姆斯是棒球爱好者，他喜爱的球队是亚特兰大勇士和纽约洋基。[1]
- 在Dupont高中时，他带领篮球队与当时二年级的Randy Moss(现时国家美式足球联盟的超级巨星)并排而论。[2]
- 在空闲时，喜欢玩PlayStation 2和听hip-hop音乐。
- 在手指节上刻有"WHITE BOY"字样纹身。
- 被前灰熊队教练赫彼·布朗取了"fanny lightning"这花名。

## NBA生涯數據

### NBA常规賽數據統計
| 賽季     | 球隊         | 出賽 | 先發 | 平均上場時間(分鐘) | 投籃命中率(%) | 三分球命中率(%) | 罰球命中率(%) | 平均籃板 | 平均助攻 | 平均抄截 | 平均阻攻 | 平均得分 |
| -------- | ------------ | ---- | ---- | ------------------ | ------------- | --------------- | ------------- | -------- | -------- | -------- | -------- | -------- |
| 1998–99  | 沙加緬度國王 | 50   | 50   | 36.1               | 37.4          | 31.0            | 75.2          | 3.1      | 6.0      | 1.9      | 0.0      | 12.8     |
| 1999–00  | 沙加緬度國王 | 81   | 81   | 34.1               | 37.3          | 28.7            | 75.3          | 2.8      | 7.3      | 1.4      | 0.1      | 12.3     |
| 2000–01  | 沙加緬度國王 | 77   | 77   | 29.7               | 40.7          | 31.5            | 78.9          | 2.4      | 5.4      | 1.2      | 0.1      | 9.4      |
| 2001–02  | 曼菲斯灰熊   | 65   | 65   | 34.4               | 38.2          | 29.5            | 79.2          | 3.0      | 8.0      | 1.7      | 0.1      | 14.8     |
| 2002–03  | 曼菲斯灰熊   | 76   | 76   | 31.7               | 38.8          | 35.4            | 84.0          | 2.8      | 8.3      | 1.2      | 0.1      | 12.1     |
| 2003–04  | 曼菲斯灰熊   | 72   | 68   | 29.4               | 40.7          | 33.0            | 83.7          | 2.0      | 6.8      | 1.3      | 0.1      | 10.9     |
| 2004–05  | 曼菲斯灰熊   | 71   | 68   | 27.5               | 41.3          | 32.4            | 79.2          | 1.7      | 5.6      | 1.1      | 0.1      | 10.1     |
| 2005–06† | 邁阿密熱火   | 59   | 56   | 31.8               | 44.2          | 37.2            | 86.7          | 2.4      | 4.9      | 0.9      | 0.1      | 12.3     |
| 2006–07  | 邁阿密熱火   | 61   | 55   | 30.6               | 41.3          | 33.9            | 91.3          | 2.3      | 5.3      | 1.0      | 0.0      | 10.9     |
| 2007–08  | 邁阿密熱火   | 67   | 53   | 28.1               | 38.4          | 35.3            | 86.3          | 1.9      | 4.6      | 1.2      | 0.1      | 8.8      |
| 2009–10  | 奧蘭多魔術   | 82   | 18   | 20.8               | 44.4          | 38.0            | 75.6          | 1.5      | 3.6      | 0.6      | 0.0      | 6.0      |
| 2010–11  | 奧蘭多魔術   | 16   | 0    | 10.7               | 34.2          | 30.4            | 0.0           | 1.4      | 1.5      | 0.5      | 0.0      | 2.1      |
| 2010–11  | 曼菲斯灰熊   | 11   | 0    | 11.3               | 31.0          | 20.0            | 0.0           | 0.7      | 2.5      | 0.3      | 0.1      | 1.9      |
| 生涯     |              | 788  | 667  | 29.4               | 39.8          | 32.7            | 81.3          | 2.3      | 5.9      | 1.2      | 0.1      | 10.5     |

### NBA季後賽數據統計
| 季後賽   | 球隊         | 出賽 | 先發 | 平均上場時間(分鐘) | 投籃命中率(%) | 三分球命中率(%) | 罰球命中率(%) | 平均籃板 | 平均助攻 | 平均抄截 | 平均阻攻 | 平均得分 |
| -------- | ------------ | ---- | ---- | ------------------ | ------------- | --------------- | ------------- | -------- | -------- | -------- | -------- | -------- |
| 1998–99  | 沙加緬度國王 | 5    | 5    | 32.6               | 35.6          | 31.0            | 100.0         | 3.6      | 4.0      | 1.6      | 0.2      | 10.0     |
| 1999–00  | 沙加緬度國王 | 5    | 5    | 29.0               | 37.5          | 32.0            | 80.0          | 1.6      | 2.4      | 0.6      | 0.0      | 10.4     |
| 2000–01  | 沙加緬度國王 | 8    | 8    | 23.9               | 42.6          | 36.7            | 100.0         | 2.3      | 2.9      | 1.0      | 0.0      | 8.8      |
| 2003–04  | 曼菲斯灰熊   | 4    | 4    | 32.5               | 32.6          | 28.6            | 100.0         | 2.3      | 4.5      | 0.5      | 0.0      | 10.8     |
| 2004–05  | 曼菲斯灰熊   | 4    | 4    | 28.5               | 52.8          | 47.6            | 100.0         | 2.3      | 5.3      | 1.5      | 0.0      | 17.0     |
| 2005–06† | 邁阿密熱火   | 23   | 23   | 29.8               | 40.5          | 27.4            | 84.4          | 2.0      | 3.9      | 0.7      | 0.0      | 9.3      |
| 2006–07  | 邁阿密熱火   | 4    | 4    | 28.0               | 25.0          | 29.4            | 80.0          | 2.0      | 3.5      | 1.3      | 0.3      | 5.8      |
| 2009–10  | 奧蘭多魔術   | 14   | 0    | 13.7               | 34.2          | 25.0            | 100.0         | 0.8      | 1.6      | 0.3      | 0.0      | 2.6      |
| 生涯     |              | 67   | 53   | 25.9               | 39.3          | 30.9            | 88.9          | 1.9      | 3.3      | 0.8      | 0.0      | 8.3      |